# ソードガイ 装刀凱
『ソードガイ 装刀凱』（ソードガイ）は、キャラクターデザイン・雨宮慶太、原作・井上敏樹、作画・木根ヲサムによる日本の漫画。『月刊ヒーローズ』（ヒーローズ）の1周年記念大型新連載として2012年12月号より連載開始。その後、第2章『ソードガイ ヱヴォルヴ』と改題して、2015年12月号から2019年7月号まで連載された。「武装魔」と呼ばれる怪物となった主人公が、自身の呪われた力に苦悩しながらも過酷な運命に立ち向かっていくダークヒーロー作品。

## あらすじ
産まれて間もない赤子が山奥で捨てられていた。通りかかった刀匠の亜門は赤子を凱と名付け、養子として育てる。時は流れ成長した凱は亜門の弟子となっていたが、作刀中の事故により右腕を失ってしまう。
凱が右腕を失う理由となった刀は“死龍”と呼ばれる魔を宿した刀であり、凱はその呪いにより生命の危機におちいることに。亜門は凱を救うべく魔刀をあえて凱の義手に作り変えることで凱を苦しみの淵から救い出す。しかし、時を同じくして凱の兄弟子の辰巳は知人から預かった槍の魔力に囚われ、殺戮を繰り返す怪物「武装魔」になってしまう。理性を失い亜門の娘・さやか、そして凱へ襲いかかる辰巳。その時凱の咆哮と共に右腕の義手が刀へと変化し辰巳を両断した。

## 登場人物

### 飛騨山中
緒方 凱（おがた がい）
声 - 上村祐翔 / 幼少期 - 七瀬彩夏
本作の主人公。17歳。森で首を吊って自殺した母親から生まれた少年。刀匠・亜門にひろわれ、弟子として育つ。特徴は頭に付けている珠の髪飾り。自分を捨てた母親を恨んでおり、普段から冷静で無愛想である。その理由は複雑なものだが、その一つとして「胸の奥から聞こえる“殺意”の声」を挙げており、特にさやかを傷つけてしまうことを恐れていた模様。そのため、常に「ここではないどこか」を求め、その感情を解き放てる場所を探していた。右腕を失い魔刀“死龍”を義手としてからは、その力を制御できず度々暴走を繰り返し幼児退行を起こすこともあった。だが、後にさやかの想いを受け止め、逃げ続けていた「自分の生」と向き合い、克服したことで、死龍を受け入れ制御することに成功する。また、一条の武装魔化を負い目に感じてもおり、彼の望みを叶えるため戦う決意をする。その後、一条との戦闘に入るも武装魔となった一条に苦戦し、二度と戻れないと分かりながらも一条を止めるために武装魔と化し、一条と死闘を繰り広げる。死闘の末、一条を倒すも、なぜか人間の姿に戻り、監視していた吾嵐から武装魔、そして完全体の真実と一条との戦いが処史代によって仕組まれていたことだと告げられ、唖然とする。その後、百鬼から実家に危機が訪れていることを告げられ、実家に向かうも武装魔と化した亜門と対峙する。亜門に人間に戻るよう何度も説得するが、既に人間には戻れないことを悟り、自らの手で亜門を討つ。しかし、その直後に母親の遺体に憑依した武装魔に目の前でさやかを拐われてしまう。さやかを救うために百鬼の勧誘に乗り、処史代に入ることを決意する。 続編のヱヴォルヴでは処史代の戦闘員としてさやかの行方を探しながら活動している。武装魔に襲われていた蒔香を助ける形で彼女と出会う。その後は自身に再び接触してきた蒔香を餌にしたジャドウによって飛騨に作った結界を破られ、アロニスの侵入を許してしまう。その後、アロニスや配下のプロニモフと戦い、アロニスの第二形態に苦戦するもアロニスを倒す。その後、目撃者の蒔香を始末しなかった罰として、蒔香の身の安全のために上層部から蒔香の通う高校に潜入するように言われる。前作に比べると精神的に成長し、口数も多くなり、少なからず他者との交流を持つようになる。ただし、都会の生活には戸惑いを感じている模様。
義手となった“死龍”は戦闘に応じて形態変化する。制御出来ていないころは剣を生やした龍のような有機的形状をしていたが、彼が受け入れたことで殺意を訴えず、より刀剣に近い無機的な形態に変化した。: 「武装魔」にとっての神である「武装神」の器と目されており、「武装魔」・処史代の双方から狙われている。
アニメ版では、さやかを傷付けまいと“死龍”を斬り外しビルの屋上から飛び降りるも死に切れず、我眉衆に助けられそのまま行動を共にする。我眉衆が襲撃された際、“死龍”が舞い戻り「武装魔」へと覚醒してしまう。人を狂気で魅了する能力を持ち、暴力性を高め意のままに操る。また原作と違い、武装魔になると自分の意思では自我を保てない模様。後にさやかの一撃で元に戻り、慎にさらわれたさやかを救うべく最終決戦へ挑む。エピローグでは緒方家に戻り刀匠として一振り鍛え上げている。
黒龍神鬼（ネガ・レグルス）
凱の完全体としての姿。外見は細身の黒い双角の鬼と龍を足したような姿であり、背中からは鋭利な尾が生えている。その姿には“死龍”誕生の際に語られる「鬼」と「飛び去った龍」の衣裳が現れている。一条との戦いで完全体として覚醒し、それ以降は自分の意思でこの姿なれるようになり、武装魔達から黒龍神鬼〈ネガ・レグルス〉と呼ばれるようになる。
緒方 さやか（おがた さやか）
声 - 相坂優歌
本作のヒロイン。亜門の娘。17歳。溌剌とした明るい少女で、同い年でありながら凱のことを弟のように思っており、何かと世話を焼きたがる。刀作の際は巫女としての役割も担う女子高生。凱からはうっとうしがられることも多いが、彼が自分の内なる声を恐れる理由となるほど、深く食い込んでいる。彼女もまた凱を失うことを恐れており、ある種の相思相愛の関係にある。凱に己の気持ちを告げ、彼に“死龍”制御のきっかけを与える。凱が打った刀を貰い花龍と名付け、同時に無自覚のまま花龍のクリサリスとなる。その後、父が武装魔と化し、その混乱の中で、凱の母親の遺体に憑依した武装魔に拐われる。続編のヱヴォルヴでは愛邪のゼパールから亜門が凱によって殺されたことを教えられ、凱に憎しみを抱き、自らの意思で武装魔側に就いている。凱と再会した時は凱に対して敵意を隠さずに敵対する意思を示している。またクリサリスとなった自覚もある模様。しかし、ゼパールに協力しているわけではなく、ゼパールに対して「花龍」が愛の証拠だと語ったり、眠りながら凱の名前を呟くなど、凱に本気で敵対しているかは不明なところもある。 本編では一途で優しい少女として描かれているが、第四巻のおまけ漫画では執着心が強い少女としてパロディにされている。自身の武器は凱が打った刀であり、自身が花龍と名付けた日本刀。この刀は他の武器と違い、本体の日本刀とは別に龍と犬を合わせたような生物の姿をした花龍の意識が具現化しており、宿主のさやかを守り、さやかの意思に反応するような言動を見せている。
アニメ版では、原作より精神的に脆い面が目立っている。一条との戦いの後、戻ってきた凱と気持ちが通じ合った直後に彼の飛び降りを目撃し、一時的に失語症に陥るが、転入してきた慎と親しくなり回復する。しかし凱が生きていたことを知り慎とすれ違い始め、武装魔と化した凱に刺され重傷を負う。一命を取り留めたさやかは自分が凱の右腕を奪ったことを知り悩み、再び凱の元に駆けつけ凱の作った短刀を突き刺し、「武装魔」化していた凱が元に戻るきっかけを作る。
緒方 亜門（おがた あもん）
声 - 中田譲治
凱の義父で、さやかの父親。刀匠。飛騨山中に鍛冶場を持ち、多くの弟子を持つ名匠。作刀中の事故で失った凱の右腕に代々伝わる魔刀“死龍”を潰し、義手として与える。1人の息子として将来を案ずるなど優しい父親としての面を持ちながらも、人並みならぬ武器への執着心を持つ凱への不安も抱えている。実は過去に不治の病を患い、猜忌のウルカヌスによってグリシードを体内に宿すことで、生き長らえた過去を持つ。またその時に凱と死龍の因縁もウルカヌスから教えられていた。事実を知っていながら凱が武器と一体になることを内心では望んでいる面もあった。しかし同時に凱への愛情も本物であった。凱が一条との決戦後、自身の最後を悟り、より素晴らしい刀を残そうとするも、凱の武気の高まりにより、武装魔と化し、弟子達を襲うなかで、凱に人間に戻るように説得されるも、不可能であると知った凱によって討たれる。死の間際に僅かに理性を取り戻し、凱にさやかのこと頼むよう伝えていた。アニメ版では、凱と“死龍”の関係を断ち切るため、月の神が宿るとされる玉鋼を用いて新刀“三日月”を創り出す。直後来訪したゾルトゲインと対峙し、圧倒的な“三日月”の力で倒すが、そのまま刀を飲み込まれ“三日月”を失ってしまう。
辰巳（たつみ）
声 - 浜田賢二
亜門の下で修行を積む刀匠で凱の兄弟子にあたる男。さやかに気があり、彼女が優しく接する凱を良く思っていない。亜門の知人の研ぎ師から渡された槍の魔力に囚われ「武装魔」となってさやかを付け狙う。幼児退行した凱とさやかを襲うが、その場に現れた一条によって武器ごと溶かされ消滅してしまう。
飢月（きげつ）
声 - 佐藤正治
飛騨山中にある葉隠神社の神主。口癖は「喝！」。おちゃらけつつも神主としての自覚を持つが、血なまぐさい闘争を好み、あまつさえ武装魔に敗れた惣印を笑うなど、神主らしからぬ黒い面を持つ。武装魔や、それに対抗する“処史代”や“我眉衆”の実態を知っているなど、謎の多い人物。

### 処史代
鏡 京香（かがみ きょうか）
声 - 佐藤利奈
武装魔を駆逐・管理する組織“処史代”に所属する眼鏡をかけた美人指揮官。冷静でクリサリスの運用に情を挟まない。しかし、情を失っているわけでもなく、一条や凛からもそれなりに慕われている。幼いころに一条に命を救われており、それ故に特別な想いを抱いており、彼が絡むと日々の冷静さを無自覚に欠いてしまう。凱に一条の最後の望みを伝え、かつての戦装束を渡し一条討伐を依頼する。だが、その直後作戦の失敗続きを理由に百鬼によって地位をはく奪・拘束され、実験台にされてしまう。その後、一条の武気を感じとり、正気を失いながらも一条の元に現れるも既にプロニモフとなっており、一条に襲いかかるも武装魔となった一条に殺害される。
アニメ版では一条との関係は薄く、あくまで一目置いた程度。武装魔となった父・琢磨を救う目的があり、幹部の決定を無視し、未完成のプリズマフォンを強奪し隙を見てゾルトゲインに投薬、人間に戻った琢磨と再開する。しかし直後、処史代に捕まり反逆罪により琢磨共々処刑されそうになったため奮闘するも、銃弾を受け再びゾルトゲインに取り込まれた琢磨に腹部を刺され、琢磨に置いて行かれる夢を見ながら死亡する。
百鬼（なきり）
処史代の長官。一雲と瓜二つの顔を持つが、その右半分はそぎ落とされたかのようになっている。常に不敵な笑みを浮かべており、様々な策謀を張り巡らせている謎多き男。一条「武装魔」化を皮切りに、京香の降格および拘束、凱の下へ吾嵐を派遣するなど活動を活発化する。処史代の暗部の象徴的な人物で彼を嫌う者も多い。続編のヱヴォルヴでは物語開始以前に処史代を襲ったアロニスによって殺害されている。また、クリサリスを氷眠させていたのは保護のためではなく人工的に武装魔を生み出すためだったことが判明している。
一条 晴也（いちじょう せいや）
声 - 梅原裕一郎
冷凍睡眠していた処史代の戦闘員。氣で作り出したチャクラムを操り、放つ光熱で「武装魔」の武器ごと殲滅出来る圧倒的な攻撃力を持ち、処史代でも伝説と呼ばれるほどの戦闘力を持っている。京香は彼を「全てのものの上に立つ“日輪の男”」と称する。凱が「武装魔」になるかを見極めに飛騨へ訪れ対峙するが、その後彼を“処史代”に誘い、勝手に自らの弟子とする。この通り面倒見のいいところや“死龍”誕生の経緯で涙する情け深いところもあるが、女好きで車を気にしない荒い運転など、ワイルドな性格の持ち主。また、武氣を培うものゆえの影も持ち合わせ、死を名乗る通り武装魔には容赦がない。
凱にクリサリスの生き方を教えていく。だが、暴走した凱との交戦での左腕を失ってしまう。さらに直後のグリムス襲撃で疲労も相まい、グリムスの一撃で武氣を増大化され武装魔へと変貌する。その際、凱を「自らの人生を終わらせてくれる存在」として考えていたことが分かる。凱との死闘の末に凱によって倒され、その生涯を終える。しかし彼の人柄や存在は死後も凱の心に強く残っている。また、彼のチャクラムは愛する女性を殺した仇のようなものでもあるらしく、彼自身はある種の憎悪も抱いていた。続編のヱヴォルヴでは本編には登場しないが、劍の回想で登場し、当時は劍と儀斧堂とチームを組んでいた。
すず
処史代に属する謎多き女性。見た目はうら若い着物風のコスプレをした女性だが、実は明治生まれ。クリサリスの血を吸うことでその武氣を調べられるが、彼女自身も吸血嗜好を持つ模様。初対面でも親しげに振る舞い、語尾に「にゃ」「にゃん」とつける気の抜ける口調で話す。だが冷徹な面を色濃く備え、百鬼の計画にも協力している。
月影 凛（つきかげ りん）
処史代の戦闘員。青龍刀のクリサリスで完全体でもある。ドリル風ツインテールの美少女で、身の丈を超える青龍刀二刀流で闘う。基本的に勝気な性格だが、一条・京香を慕う歳相応の顔を見せることもある。不慣れな凱を圧倒するも、暴走状態に陥った彼に敗北してしまう。その後、武装魔化した一条によって瀕死の重傷を負い、集中治療室に送られるが、百鬼の独断で急激な治癒と肉体成長の処理を施される。また、この時に完全体となる。一条の遺言を聞いてしまい、ただでさえ印象の悪かった凱を一条の仇とつけ狙うようになる。武氣を制御出来ているためか、武器の青龍刀を変形させ、刀の怪人として操作することも出来る。元々は京香の部下であったが、彼女の降格に伴い百鬼の指揮下に入ることになる。凱と一条の戦いを見届けた後は凱への敵意を捨て、自分なりのやり方で一条の意思を継ぐことを宣言する。続編のヱヴォルブでも引き続き戦闘員として活動している。前作に比べると落ち着いた雰囲気となっている。
鎖々銀 吾嵐（ささがね アラン）・蟲蜘蛛（バールナク）
処史代の戦闘員。糸を操るクリサリスで、無数の蜘蛛を従える。飄々として人を食った性格の銀髪の美青年。また一条との死闘を終え、弱っている凱を痛め付けるなど残忍な面も持つ。肉弾戦を不得手とするが、同時に糸を使った罠を得意とする策士でもあり、姿を見せた時点で策は完了していると豪語する。また完全体でもあり、武装魔形態は蜘蛛の意匠をした異形の姿。百鬼の指揮下にあり、彼の名で一条討伐の任を凱に伝えに来る。百鬼の思惑についても知っている様子。割と常識的に振る舞うせいか、おまけ漫画ではツッコミ・制止役として描かれている。続編のヱヴォルヴでは百鬼の死後も変わらず処史代に所属している。性格は変わっていないが凱に対しては以前よりは好意的に接しており、自称〈凱の親友〉とのこと。また虫が苦手な扉雷のことは蜘蛛を使ってからかって遊んでいる。打たれ弱く、かなりの泣き虫。
扉雷 尚武（とらい しょうぶ）
ヱヴォルヴより登場。処史代に所属するクリサリス。25歳。黒髪の体格のいい成人男性で、凱のオペレーターをしている。武器は塹壕。ただし、戦闘力は高くない。虫が苦手。ヱヴォルヴより以前は氷眠しており、アロニスの襲撃時に目を覚まし、凱が武装魔と化したクリサリスを殺すところを目撃している。 そのため凱に対してはあまり良い印象を持っていない。性格は実直で仲間思いだが、カッとなりやすく冷静さを欠く面がある。他にも冷徹に武装魔を倒す凱に反発したり、武装魔と化したものに対する憐れみから倒すことに抵抗があるなど非情になれない弱点がある（他者からはクリサリスらしくないと称されている）。凱が目撃者である蒔香を口封じしなかった事実を隠蔽したことで上層部から罰として凱共々、高校への潜入を命じられる。
劍・J・隼一郎（つるぎ・じぇ・しゅんいちろう）・隼の騎士（ファルクシオン）
ヱヴォルヴより登場。処史代に所属する戦闘員。23歳。金髪の美形で異性を魅了するルックスの持ち主。武器はレイピアを使い、武装魔形態は隼の意匠した騎士に棘が絡み付いたような姿をしている。また、全身の棘で敵を拘束することもできる。フェンシングが得意で戦闘時にフェンシング用語を使うことがある（彼は本来は吾嵐と同じ拘束などのサポートタイプの完全体で後述の強さは劍本人の剣術の腕が高い故の戦闘力である）。性格は穏やかだが、キザなナルシストであり、潔癖な所があるが、不正や美学を持たぬ者を嫌い、弱者を傷付ける輩に怒りを露にするなど根は善良な人物である。普段は蒔香の通う高校で保険医をしており、女性生徒から絶大な人気を誇っている。しかし本人はしっかりと教師と生徒との一線は引いており、生徒と関係を持つことはない（求められても上手いこと言いくるめて追い返す）。当初はバルバドスの元に就いており、凱達と敵対していたため、彼こそが処史代の裏切り者と思われていたが、それは真の裏切り者を炙り出すための二重スパイであったことが後に判明する。また過去に一条と儀斧堂の3人でチームを組んでいた。剣術を得意とし、卓越した突きを主体とした攻撃で相手を葬る。人間体のままだったとはいえ凱と吾嵐を圧倒する実力の持ち主。当初はバルバドスに忠誠を誓っている振りをしていたが、罪もない一般人を殺戮するバルバドスに怒りを覚え、反旗を翻す。

### 我眉衆
一雲（かずも）
声 - 興津和幸
“我眉衆”の1人。惣印の死後、飛騨に現れる。冷静沈着な美男だが、正義のためにはクリサリスの命を断つことに迷いのない、冷徹な男。彼自身の因果から、痣以外は自身と同じ顔の男＝百鬼を探す旅を続けている。惣印の死の責任を取らせようと凱に襲いかかるが、彼の状態を知り興味を持ち、忠告を述べた後見逃す。体術のみならず武器の扱いにも優れ、備前の業物で凱を狙った際は引けを取らぬ腕前を見せた。
アニメ版では、火美此に次ぐ“我眉衆”のNo.2。凱に惹かれていく火美此の身を案じ、時には凱と対峙するなど、その想いは強い。凱への気持ちが抑えられなくなり体内に納めた武器に貫かれ死に行く火美此を抱き「1人にはしない」と最期を共にした。
惣印（そういん）
声 - 武内駿輔
“我眉衆”の1人。拳に気を込め戦う僧兵。正義感が強く厳格で、クリサリス・武装魔共に脅威として排除にかかる。一条との勝負の最中、幼児退行した凱に水を差されたことで怒る。凱を見定めると称し一方的に拳を振るうが、己の影に潜んでいた「武装魔」に背中から串刺しにされ死亡する。その末期を見た飢月には「未熟」と笑われる。

### 武装魔
＜驕慢＞のアロニス（きょうまんのアロニス）
声 - 根谷美智子
女性型の「武装魔」。普段は煽情的な格好をした美女の姿をしている。興奮すると「キャハッ」という笑い方をする。「武装魔」形態は蛇のような体をしており、腹部から槍状の武器を射出し人間を串刺しにする。また、配下の武装魔を強制的に自爆させる能力も持つ。その際の形態から、武器は弓と目される。また本気を出すと鳥と大蛇を合わせような姿に変貌する。ジャドウという苦無の武装魔を従え、「武装神」の生誕を画策する。続編のヱヴォルブでは処史代を襲撃し、多くのクリサリスを武装魔化させ、百鬼を殺害する。その後、凱を配下にするために配下の武装魔を引き連れて襲撃し、凱と戦い苦戦させるも死闘の末に敗れ、死に際に凱に不吉な予言をして消滅する。非常に強力な武装魔であるが、後にバルバドスから堕天降魔の中では一番弱かったことが語られている。
アニメ版では有賀の妹の仇。ネーベスティグマを与えたり成長を喜んでみたりちょくちょく会いに行くなど有賀に執着し、そして彼を巡り田中と対立する。また第一には有賀との戦いを望んでいるが、有賀に髪や容姿を本気で賛美されるとそれに愛を感じ、やや強引に一夜を共にするなど別の面での顔も見せる。グリムスとは共闘し「武装神」の生誕を目的としているが、最終決戦ですら何もせず、一貫して傍観者のポジションを崩さなかった。最終決戦後の行方は不明。
＜憤怒＞のグリムス（ふんぬのグリムス）
声 - 黒田崇矢
男性型の「武装魔」。巨大な鎌を武器とする双角の魔人。本来の顔とは別に額にも顔を持つ。アロニスと同格の存在として目されており、それに違わぬ実力を持つ（実際はグリムスの方が実力は上である）。好戦的かつ高圧的な性格の持ち主で、アロニスの計画では遅すぎると独断で行動を始める。また敵であっても実力者や見事な戦いをした者を称える面もある。凱が"死龍"を抑えられなくなるほどの闘気と、手負いであったとはいえ一条ですら圧倒する戦闘力を持つ。時代がかった口調でしゃべる。また、多くの部下を従えることを好むようで、一条を自らの配下とするために武氣を注ぎ込んだ。その後一条が凱に敗れた後に再び姿を表し、一条との戦いを称賛し、凱に自身の配下になり、一条のグリシードを渡すように要求する。第四巻ではおまけ漫画で部下の「武装魔」を教育したり、「武装魔」募集のビラ配りをさせるなど、精力的で慕われる上司キャラとして描かれている。
アニメ版では、凱と慎が「武装魔」としてぶつかり合うのを見て「武装神」の誕生を確信していた。最終決戦後の行方は不明。
＜猜忌＞のウルカヌス（さいきのウルカヌス）
男性型の「武装魔」。度々、影で暗躍し、その目的などは一切不明。武装魔としての武器、姿は不明で人間の姿も頭から笠を被り、素顔も不明など謎に包まれた存在。凱の出自を知っており、凱が山奥で首を吊った母から生まれたことも知っていた。また過去に不治の病に犯された亜門にグリシードを与えて生き長らえさせ、凱と死龍を見つけるように伝え、その後、凱を育てるように告げる（その時にいずれ亜門が武装魔になること、凱が死龍の宿主になることを亜門本人に告げている）。続編ヱヴォルヴでも表舞台に姿を表さないが、未だに何かを企んでいる模様。また、凱が刀を打つこと喜んでおり、本人曰く17年待ったとのこと。
＜愛邪＞のゼパール（あいじゃのゼパール）
ヱヴォルヴより登場。男性型の「武装魔」。武装魔としての武器、姿は不明だが土を操る能力を持っており、それで他人を瞬間移動させたりすることもでき、死体を操る能力も持っている。人間体の姿は黒髪の長髪の妖艶な美男子の外見をし、裸の上半身から上着のように着物を羽織っている。性格は淡々としており、掴み所のない性格。また武装魔でありながら他の武装魔と違いあまり人間を襲うことは行っていない模様。その存在は処史代すら認知出来ておらず、好戦的な気質を持つ堕天降魔の中ではあまり実戦を好まず、裏で策を巡らせることを好むタイプ。処史代と武装魔との戦いにも興味はない模様。また、さやかを配下の武装魔に拐わせた張本人でさやかのことを姫と呼ぶ。さやかに凱が亜門を殺したことを教え、凱を恨む原因を作った。配下に凱の母親の死体に憑依した武装魔がいる。数名の死人の全裸の女性の側近がいる。
貪婪のバルバドス（どんらんのバルバドス）
ヱヴォルヴより登場。男性型の「武装魔」。武装魔としての武器はランス（矛）。武装魔形態は四枚の羽を生やし、騎士と天使を合わせたような外見をしており、人間体の姿は老人。威厳のある喋り方をする。性格は一見落ち着いており、冷静に見えるが実際は自身以外の全てのものを見下すなど非常に傲慢であり、罪もない人間を大量殺害するなど非情に残忍でもある。また、儀斧堂の前の飢渇のサブノックとは親友だった。数人の側近がおり、その者達から高い忠誠を待たれている。
〈飢渇〉のサブノック（きかつのサブノック）・儀斧堂 克巳（ぎふどう かつみ）
ヱヴォルヴより登場。男性型の「武装魔」。武装魔としての武器は戦斧であり、「武装魔形態」は不明。人間体の姿は左目に眼帯をし、黒髪のポニーテールの髪型をしたワイルドな外見の男性。性格は堕天堕魔の中でも飛び抜けて戦闘狂で何よりも勝つこと、力を手にいれることを重視する。そのためグリシードを大量に集めては吸収することを繰り返している。そのため他の堕天降魔とは一線を画す強さの持ち主。自身が最強と信じ、自身の邪魔をするなら人間だろうと武装魔だろうと容赦しない（堕天降魔も例外ではない）。また正義感などを持つ者が嫌いだと語っている。そのため武装魔達からも厄介な存在と認識されている。また人間体のままで同じ堕天降魔であるバルバドス（手負いだったとはいえ）を倒すなど武装魔形態にならずとも高い戦闘能力を有している。実は元・処史代のクリサリス。一条や劍とも面識があり、処史代にいたころの武器は二振りの手斧だった。また、処史代にアロニスを招き入れた張本人。現在の武器である戦斧は本来のサブノックの武器であり、本来のサブノックを殺し、そのグリシードを自身の体内に吸収して新たなサブノックとして完全体になると同時に堕天堕魔となったという異例の経歴の持ち主。
光輪の者（ソル・アヴナス）
前述の一条が「武装魔」として目覚めた姿。白色の鎧に覆われた騎士のような姿をしている。憑依武氣はチャクラム。外見こそ美しいが体の中身はクリーチャーのようなおぞましい物になっている。生前同様にチャクラムを武器に戦うが、その戦闘力はさらに高まっている。口数の多かった一条と異なり喋ることはない。反面、おまけ漫画ではビラ貼りに舌打ちするなどその無口さを利用したコミカルな姿で描かれている。
ジャドウ
苦無の「武装魔」。憑依武氣はクナイ。全身から刃を生やすミイラ男のような姿をしている。影に潜む異能を持ち、それらを経由して移動することも可能である模様。アロニスの忠実な部下であり、彼女のために動いている。凱・一条と幾度か交戦しているも、そのたびに逃げのびている猛者。グリムスにアロニスからの忠告を伝えるなど、メッセンジャー的な役割もこなしている。ヱヴォルヴではアロニスと共に凱を襲うが、圧倒され、アロニスに強制的に自爆させられる。
サルタモンテス
詳細は飛騨山中の辰巳の項目を参照。武装魔化した姿で、甲虫のような特徴を持つ。憑依武氣は直槍。主な武器は頭部の矛先。さやかへの想いが暴走しており、彼女を「ちょうちょ」ととらえて追いかけ、手にしようとする。前述の通り一条に敗れる。アニメ版は原作とは姿が異なる（槍をもった武者のような姿をしている）。
プラーガス
毒物を操る醜い武装魔。憑依武氣は毒液。肥大化し顔のない頭部と、それに反した小柄な餓鬼のような身体を持つ。体液が猛毒であり、身体から延びた管につく毒針を用いて人体に注入、人体を破裂させる。また、切断された部位は周囲を溶かす溶解性の毒物になるなど、厄介な相手。一度はジャドウの助けもあり凱を倒しかけるものも、駆けつけた一条の援護もあり凱に敗れる。元々は実験中に武氣に取り憑かれた科学者。
Mr.メイデン
憑依武氣はアイアンメイデン。拷問具のように人間を体内に閉じ込め針で串刺しにして殺害する「武装魔」。頭に鈴が付いており、殺害後に「ちりりりりん」と鳴る。通り魔的に人を襲う反面、トモダチと呼ぶ少年がいたがふとしたことでその少年を殺してしまうなど、不安定なところがありどこか子供じみたところも目立つ。トモダチ殺害直後に凱と遭遇し撃破される。
スパイク
凱を狙いグリムスに送り込まれた大柄な「武装魔」。憑依武氣は釘棍棒。その身に違わず頑強。武器は左腕の棘に覆われた釘棍棒。口癖は「滅殺ッ！」「爆壊ッ！」。一条ですら一撃で倒せないほどの頑強さを誇るも、暴走した凱によって倒される。
マレウス
巨大な剣玉形の槌を持った、グリムスの配下の「武装魔」。憑依武氣は剣玉形槌。太った猿のような見た目をしており、剛力だが鈍重。剣玉爆弾と称する巨大な球体を投げ飛ばし、圧殺・爆殺することを得意とする。核は肩の水晶体。さやかなど凱の家族を殺すことで憎しみから凱を「武装魔」にする指令を受けるが、最終的に暴走を克服した凱の振るったさやかの守り刀によって、一刀両断される。
チャックリス
憑依武氣は火炎放射器。背中に可燃ガスを詰め、右手に火種を持ったピエロのような武装魔。過去に高校生だった一条と幼いころの鏡が住んでいた街を襲い壊滅させたことがあり、一条にとっては因縁の相手。後に一条ての手によって倒される。
クリンゲ
詳細は飛騨山中の亜門の項目を参照。憑依武氣は日本刀。外見は右腕に三本の爪状の刀を持つ武装魔。この状態では理性はほとんど無いが、僅かだが、さやかの存在には反応するが、直ぐに正気を無くしている。人間に戻ることが不可能と悟った凱によって討たれる。

### その他
隆（たかし）
声 - 上村祐翔
凱の亡き父親。
アニメ版では、妻の妊娠中に毎日子供用の玩具を2つ（生まれる子供が男女どちらでも良いように）用意するほど子煩悩だった。“死龍“に取り憑かれたタモツに斬殺される。
若葉（わかば）
声 - 半場友恵
凱の亡き母親。
アニメ版では、夫を殺したタモツに“死龍“で復讐しそのまま取り憑かれてしまう。しかし襲おうとした女性が抱く赤ん坊に気付き我に返り、山中で凱を出産し首を吊って自殺する。
石咲 蒔香（いしざき まいか）
ヱヴォルヴより登場し、実質ヱヴォルヴのヒロイン。高校二年生。16歳。性格は好奇心旺盛で行動力のある少女。また、亜門を殺したという凱の言葉を信じず凱の人柄を信じようとするなど芯も強い。凱とは武装魔に襲われていたところを凱に救われ、彼の完全体の姿を見たり、アロニスに凱を倒すための餌にされたり、自身の通う高校に凱が転校してくるなどして凱と関わっていく。凱本人からは蒔香本人の安全を考えて自身に関わるなと何度も警告されているがあまり聞いてはない。祖父が刀の研ぎ師であり、それ故に刀や武器に強い関心を持っており、かなりの刀剣マニアでその手の話題になると豆知識を語りだす。そのマニアックな趣味から友人に引かれることもある（異性の好みを刀に例えたことすらある）。祖父の仕事相手として亜門のことも知っていた。また、無自覚だが凱に好意を寄せている節がある。

### アニメオリジナルキャラクター
的場 慎
声 - 島﨑信長
的場グループの御曹司。“死龍（真打）”のクリサリス。父に数馬、妹に理恵がいる。過去にグリムスに襲われ母親を殺され自身と妹も重傷を負わされたことがきっかけで、異常とも呼べる正義感や親切心を持つようになる。暴力を極端に嫌い、慈善事業に目が無い。さやかとのデート中に遭遇した理恵の危機に駆けつけ、“死龍（真打）”と契約しクリサリスとなる。その後、未完成のプリズマフォンを投薬され元に戻るが、さやかとの関係のこじれで暴力性が発現する。その後、武装魔となった凱を倒すためもう一度クリサリスになり、戦いの最中、理恵失踪の鍵となる怪物が現れたためこれを討つ。その怪物の正体が理恵であることを知り発狂、武装魔へと覚醒する。最終決戦では凱を追い詰めるがグリムスの野望は阻止できないと己の限界を悟り、さやかを凱に託して胸を貫かれ光の中に消失する。武装魔形態の外見は凱の武装魔形態の色違いであり、こちらは右腕が存在し、全身の色は白である。武器は変化した死龍（影打）に近い形状の日本刀となる。
三木 直樹（みき なおき）
声 - 杉田智和
処史代の戦闘員。フォールゴンのクリサリス。平谷とは恋人だが周囲には秘密にしている。任務を経てマーカスと知り合い仲間に引き入れコンビで行動する。ハルベルト入手任務の際、重症を負いそのままハルベルトを取り込み一時的に「武装魔」になってしまう。その後、凱らに助けられクリサリスに戻るが既に手遅れであり、氷眠すれば大丈夫だという平谷の嘘を信じ彼女にプロポーズしたあとカプセルに入り、肉体が崩壊するのを驚きながら死亡した。
マーカス・リートス
声 - 下野紘
処史代の戦闘員。ベルゼバブが封印されたアゾット剣のクリサリス。2年前の事故で家族を失っており自身も半身麻痺の状態、一見普通の大富豪だが雇った人間に家族を演じさせて暮らすなど一部分ではかなり病んでいた。とある理由でアゾット剣を欲し三木から盗み、自分を裏切る形で親友と結婚した元恋人のエリカを襲うも殺せず「武装魔」化を免れる。クリサリスとなってからは半身麻痺は無くなり、自身や選択した物を透明化できるなどの能力を持つ。  三木の死亡後は、担当カウンセラーの高木と婚約するほど仲を深めたが、キスをする時の口癖がきっかけで全てが嘘だと分かり三木と自分を裏切った彼女を刺殺、「武装魔」となって処史代本部を強襲する。その後結婚相手を求め彷徨い出会った理恵と強引に結婚しようとするが失敗。“死龍（真打）”のクリサリスとなった慎に斬られ消失する。
田中 泰子
声 - 高乃麗
ガロンハンマーのクリサリス。巨大な脂肪を有する成金の熟女。5回の結婚歴があり全ての夫が死亡している。ビリーをこき使い馬鹿にするが迫るなど自惚れや性欲も強い。海賊スローラの財宝を発見するも教授やビリーに殺されそうになり海に転落するが、海底に沈むガロンハンマーを受け入れ復活する。その後、有賀に惚れて追い回し同じく彼に執着するアロニスと対立、戦いの最中、有賀を命がけで守ったことからその愛を受け入れて貰える。処史代からはスカウトされているが歯牙にもかけず嫌っている。麻痺毒を発生させる能力を持ち、ビルを粉砕するパワーがある。
有賀 一世
声 - 村上幸平
カリスマ美容師でネーベスティグマのクリサリス。髪への情熱と接客法が特殊だが腕は確か。謎の美女に妹を殺された過去を持ち、髪を手がかりに犯人を捜していた所、客として店に来たアロニスが犯人だと分かり襲うも歯が立たず、強引にクリサリスにされてしまう。その後、田中に粘着され逃げるように処史代の隊員となるが度重なる任務に嫌気が差し逃亡、美容師に戻り田中とアロニスに再会する。アロニスと戦うもその髪の美しさに魅了され手も足も出ず、田中に助けられ彼女を受け入れる。
黒丸
声 - 村瀬歩
同級生からイジメを受けている少年。“友達”という言葉に非常に弱く、また執着を見せる。展示物であるアイアン・メイデンに友情を求め「武装魔」になるが、火美此に導かれ助かる。世話役の凱に懐く。意のままに「武装魔」化できる。慎によって討たれた理恵を助け、最終決戦後では友達になった。
アポストロ3（スリー）
声 - 土師孝也 / 矢野正明 / 拝真之介（幹部A、B、Cの順）
処史代の実権を握る謎の存在。巨大なディスプレイ上でしか姿を現さず、常にそれぞれの仮面だけが写される。抑止力としてのクリサリスの独占、そして予想される武装魔パンデミックに対する特効薬の開発が真の目的。後にメンバーの1人であった数馬が離反し、残る2人がこれを更迭しようと命令するが数馬の放ったクリサリスによって処分される。
平谷 美奈
声 - 嶋村侑
処史代の隊員。看護師の資格を持つカウンセラー。三木の担当であり恋人だが、それは任務のために作られた偽りの関係でしかなく、三木が末期であると判断された際には平然と彼を騙し処分した。
高木 亜矢
声 - 嶋村侑
処史代の隊員。マーカスの担当カウンセラー。三木が死んだ後、平谷がマーカスから抽出されたエリカ関連の記憶をインプットし、顔もエリカと同じに整形した姿。マーカスからはプロポーズされるほど信頼されていたが、キスの癖が災いして三木の殺害と正体がバレてしまう。仕事とはいえ相手を騙すことについて自責の念は多少なりともあった様子で、マーカスへの愛も途中からは本物に変わっていたが、その想いは届かず殺される。事切れる寸前にマーカスへの謝罪を口にしていた。
火美此
声 - 内田真礼
無住心拳法を極めた、我眉衆の長。少女のような外見をしている長髪の美女で、凄まじい実力と大きな器を持つ。体内に20を超える武器を取り込んでおり、気を操ることも出来る。匿った凱の世話を焼く内に密かに想いを募らせる。さやかを追おうとする凱を引き留めようとするもその想いに負け、全てが終わったら体内で眠らせるという約束を誓う。しかし送り出した直後、涙を流す自分に驚き、押さえ切れない凱への想いが精神を乱し体内の武器に内部から貫かれ、初めて本当の自分の気持ちを知る。己の最期を悟った火美此は側に居た一雲から離れるが「1人にはしない」と抱かれ一緒に無数の刃で串刺され事切れた。
三浦 琢磨（みうら たくま）
声 - 関俊彦
16年前、魔剣ゾルトゲインに魅入られ「武装魔」化した元処史代管理官で、京香の父親。父と娘でなぜ苗字が違うのかは不明。16年間クリサリスを退け続け、人間のエネルギーを吸収するなど驚異的な強さを持つ。一条との死闘でグリムスに助けられ以降行動を共にする。その後京香にプリズマフォンを撃ち込まれ一時的に人間に戻るも、直後に処史代に拘束され、自分だけでなく娘も反逆罪で処刑されると分かり反抗、銃弾を浴び再び武装魔と化し京香を殺害してしまう。飢月の元を訪れた際、亜門に“三日月”で討たれ敗れ、そのまま刀身を飲み込む。人間の思いが武器に宿す力を知りグリムスと討論するが、首を刈り取られ全てを吸収され消え去る。
緑子
声 - 佐倉綾音
対戦格闘型ゲーム「刀魂遊戯」のチャンピオンで地下アイドル。ゲーム大会の準優勝者を否定し暴行された際、肉体を求めるフランベルジュに取り憑かれ「武装魔」となり、後にグリムス配下となる。グリムスの命で慎を覚醒させるため理恵を誘拐し、慎と共にやってきた凱と交戦、油断した所を後ろから慎に貫かれ絶命する。
ハキム
声 - 鳥海浩輔
「武装魔」となったフランベルジュの所有者。三浦に2度敗れ、肉体の限界を迎え彷徨う。
エレゲショス
声 -
2丁拳銃を扱う「武装魔」で、戦いだけを求める一匹狼。グリムスからは「狂乱の武装魔」と呼ばれる。拳銃を合体させた強力なライフルで緑子を一撃で倒す実力がある。
的場数馬
声 - 土師孝也
的場グループの経営者で慎と理恵の父親。「藤白刃研所」に研磨を依頼し完成させた“死龍（真打）”に対し、生贄を与えていた。処史代とも関わりが深く、多額の資金を援助しているアポストロ3の一人である。京香が死亡した後、処史代の指揮官として表舞台に出てくる。武装魔を純粋な生命の進化とし人類の未来として考え、異を唱えるアポストロの2人を殺害し処史代の全権を手中に収める。自分の子供たちを武装魔にするため暗躍し、覚醒した慎の姿に満足しながら“死龍（真打）”に貫かれ死んでいった。
清美
声 - 原田ひとみ
胸元を大きく露出させた和服を着たグラマーな美人女性で、「藤白刃研所」の研師。異常なほど日本刀に心酔する変態だが“死龍（真打）”の研磨を依頼され、血を求める刀に取り憑かれそうになるも自分の血を与え続け仕事を完遂する忍耐の持ち主で生粋の職人でもある。
ケイ
声 - 島本須美
一条の恋人。一条を一途に待ち続け何十年も1人で暮らす高齢の女性だが、自分のことを20代だと思い込み一条が居ない間も一緒に過ごす妄想を信じ込んでいる。しかし一方で時間の経過と変わらない一条との差異を感じ取っており、時折会いにくる一条を自身が作り上げた幻覚だと思っていた。老化による胸の疾患を抱えており、担当ヘルパーには入院を打診されているが断っている。自分の死期を悟っていたのか強引に一条をデートに誘い発作に見舞われ苦しむ中、仕舞ってあったウェディングドレスを見せ、一条からのプロポーズを受ける。最期は人生を無駄にさせてしまったのではと疑問する一条に「貴方のいない人生なんて考えたくもない」と笑いかけ静かに息を引き取った。
タモツ
声 - 横田大輔
邪気を祓う「破魔の儀式」に失敗し“死龍”に取り憑かれ、周囲の仲間を皆殺しにした後、さらなる獲物を求め街に下りる。一度は我に返ったものの、夫を殺された若葉に“死龍”で刺され絶命する。
エリカ
声 - 小清水亜美
マーカスの元恋人。マーカスの親友である田辺と結婚する。
田辺
声 - 矢野正明
マーカスの親友。エリカと結婚する。
ビリー
声 - 岩中睦樹
田中の使用人。財宝に目が眩みダイバーらを殺した教授を刺殺し、田中も殺そうとするが逆に殺される。
徳光
声 - 名取幸政
的場家に仕える慎専属の執事。
的場 理恵
声 - 長縄まりあ
慎の妹。精神年齢がかなり低く、重度のブラコン。過去にグリムスに襲われ重傷を負い、以降長い入院生活を送っている。病院では実験道具として武器から抽出した精気マルティシオンを投与され半ば「武装魔」と化しているが、記憶を操作され本人は気付いていない。また普段は腕のブレスレットにより理性を保たれ人間の姿を維持しているが、それを外されると怪物化し本能のままに暴れまわる。慎を引きずり出す目的で餌として緑子に誘拐されるが怪物化し逃亡、一旦病院に戻り回復したが、直ぐにまた怪物化し祥子とさよりを殺してしまう。怪物化した姿を見られたくない一心で自分を探す慎を拒否するが、慎を庇い凱と戦う。しかし正体を知らない慎に刀で刺され重傷を負うも黒丸に助けられ友達になる。
祥子
声 - 白石晴香
黒髪ショートカットの勝気な少女。理恵と同じ病室で入院している患者。実母を殺し父と再婚した継母を激しく憎んでいる。理恵と同じく実験体にされている。怪物化した理恵に喉を食いちぎられ絶命する。
さより
声 - 藤田茜
茶髪でおかっぱの少女。理恵と同じ病室で入院している患者。3人のまとめ役でフォローに回ることが多い。両親から虐待を受けていた。理恵と同じく実験体にされている。怪物化した理恵に襲われた際、恐怖とストレスで半怪物化するが爪で胸を貫かれ事切れる。
加賀塚
声 - 柳田淳一
理恵らを担当する医師。表向きは柔らかく優しい人間を演じているが、実態は入院患者の少女たちを実験道具として扱い、時には記憶操作すら行う非道な人間。処史代と繋がりがあり、マルティシオンを患者たちに投与し結果を報告している。怪物化した理恵に気付くのが遅れ銃で抵抗するも殺される。
看護師
声 - 斎藤綾
加賀と共に理恵達を世話するナース。しかし実際は、入院患者の少女たちを人体実験をしていた。加賀と監視をしていたが彼が席を外した瞬間に緑子が現れ、服を奪われ下着姿のまま死亡した。

## 用語
死龍（しりゅう）
緒方家に代々伝わる「鬼が鍛えた」という魔刀。強力な魔力を持ち、資格の無い者が視ると目を潰されたりするなどの呪いが発動する。そのため、亜門は刀の手入れの際などは弟子に目隠しをさせ運ばせていた。後に右腕を失った凱の義手として潰され加工される。血塗られた刀鍛冶の逸話を持つ。二振り有り、凱の義手となったのが「影打ち」で、もう一振りの「真打ち」の所在は的場慎。刀鍛冶の無念が宿っているらしく、幾度か凱やさやかなどがその存在を知覚している。
武氣・凶氣（ぶき・きょうき）
共に武装魔を生み出す最大の要因。非常に優れた、あるいは血なまぐさい逸話を持つような武具に宿る、おぞましい氣。これに魅入られた者が武装魔となる。武氣・凶氣と使い分けられることがあるが、明確な差異は不明。武氣に関しては武装魔の核となる部位を指すこともある模様。
武装魔（ブソーマ）
魔力＝武氣の宿る武器に魅入られ怪物となった人間。それぞれが多様な形状と能力を持ち、特に己を取り込んだ武器の特性から得た力を利用し、人類に襲い掛かる。胴を真っ二つにされても死なず、斃すには「憑いた武器」＝核（コア）と呼ばれる個所を破壊しなければならない。あまり知能の高い個体はいないようで、言語能力に乏しい者が多い。反面、流暢に言語を操る上級個体は強力で、＜憤怒＞や＜驕慢＞といった二つ名を備える。「武装魔」となるのは武氣の高まりが最大の要因だが、堕ちるには自己の意思も介在する（少なくとも、そうなってもよいと思う気持ちがある）とも語られている。集団として行動し、上級個体に従う者も多い。一度武装魔になった者が人間・クリサリスに戻ることはない。しかし、この情報は一部、処史代が偽ったもので後述の完全体のような例も存在する。
武装神（ブソーシン）
武装魔たちが求める、彼らの絶対者。現状では凱のみが＜器＞の資格を持った存在とされている。これが誕生することで武装魔の世界を作り出せるとし、上級個体がこぞって凱を狙う理由となっている。具体的な特性は不明だが、凱には「相対した武装魔・羽化の近いクリサリスの武氣を昂ぶらせる」特徴があるため、それらに関連した力を持つとされる。
堕天降魔（ロギスモール）
幹部級武装魔達の総称。武装魔の中でも飛び抜けて強力な強さ誇っている七体の武装魔。それぞれが多くの配下を有している（サブノックのように単独行動を好む者もいる）。憤怒などの七大罪の異名を有し、他の武装魔とは一線を画す存在と考えられている。また、完全体のように自由に人間の姿と武装魔の姿を切り換えられる。しかし、決して一枚岩というわけではなく、それぞれの勢力が独自の思想の元に動いている。また堕天降魔が死ぬと巨大かつ特殊なグリシードを残す。また武装魔形態の他に堕天降魔だけが変化できる第二の姿というものがある。
人蛹体（クリサリス）
「蛹」を意味する処史代などで用いられる用語。武器に見入られ、「武氣」を宿すようになってしまった人間の総称。その身に宿した武器を行使して軍人を凌駕する戦闘力を発揮し武装魔とすら交戦出来るが、同時に武氣を培い徐々に飲まれるようになっていくため、常に武装魔へと「羽化」するリスクを抱えている。またその羽化は避けられるものではなく、いずれ武装魔となってしまうため、最終的には永遠に眠るか武装魔へと堕ちるかの二択しかない。しかしヱヴォルヴではクリサリスを氷眠させるのは武装魔化を遅らせるためではなく、人工的に武装魔化させることが目的だったと判明している。一般人ではたとえ武装していても止めることは難しく、またその肉体も変異しているため、事実上同じクリサリスや武装魔に殺される以外、死ぬことも難しい。また、クリサリスとなる者は例外なく力を求める心を持っているとの指摘がなされている。また、外部から武氣を送り込まれるとクリサリスになったばかりの者でも武装魔になってしまう。
完全体（かんぜんたい）
武装魔になりながらも、人間としての自我を無くさずに武装魔と人間の姿を交互に変化させられる者達のこと。慣れれば体の一部のみを変化させることもできる。しかし中には完全体でありながら、自分の意思で武装魔として生きることを選ぶ者もいる。また、精神が不安定だと上手く制御ができなくなり、普通の武装魔と同じような状態になってしまうこともある。また自然に完全体となったオリジナル（凱や吾嵐）と人工的に武氣を注入されてなった者（凛や劍）がいるが、オリジナルの完全体になった者とは実力に差がある模様。
処史代（しょしだい）
武装魔を倒すために結成されている組織。規模は不明だが街中に戦闘ヘリを出動させているなど、一般的な組織とは一線を画した影響力を持つ。武装魔に対抗するため、一条晴也のような武氣を操る戦闘員（クリサリス）を多数保持している。また、各地に支部を持っているほか、クリサリスから武氣を抽出する研究も行なっている。対武装魔用の組織であるが、我眉衆が危険視するようにその目的は謎が多い。また、ほとんどの者が完全体の存在を知らず、一部の者達しか知られていない。続編のヱヴォルヴではアロニスの襲撃によりシステムや施設を破壊され、多くのクリサリスを失ってしまう。後にアロニス襲撃は内通者である儀斧堂によるものだと判明する。
＜門＞の守護者（ケルビム）
処史代の支部をつなぐ空間転移装置、兼門番。エジプトのアヌビスをモデルとしたような異形の怪物で、その胴体を通り抜けることで移動する。また、自我もあり、言語も話せる。普段は無明の空間に鎮座する。人目の触れない空間からならどこでも接続出来るが、これを利用することが出来るのは処史代の一因と認識された者だけで、なおかつ＜門＞を通れるのは武氣を纏う者だけ。
我眉衆（がびしゅう）
処史代と同じく武装魔を倒すべく組織されている僧兵集団。属する者は鍛えた肉体を武器とし、その身に魔除けの入れ墨のような痣が浮かんでいる。人の身体を神の宿る社と考えており、その身に宿す神氣を込めた打撃で戦う。武氣に魅入られた存在のため武装魔ともどもクリサリスを危険視しており、クリサリスを用いる処史代を危険集団とみなしている。

## 書誌情報
- 井上敏樹（原作）・雨宮慶太（キャラクターデザイン）・木根ヲサム（作画） 『ソードガイ 装刀凱』 ヒーローズ〈ヒーローズコミックス〉 全6巻
  1. 2013年6月5日発売 ISBN 978-4-86468-333-3
  2. 2013年10月4日発売 ISBN 978-4-86468-345-6
  3. 2014年4月5日発売 ISBN 978-4-86468-362-3
  4. 2014年10月4日発売 ISBN 978-4-86468-385-2
  5. 2015年3月5日発売 ISBN 978-4-86468-403-3
  6. 2015年11月5日発売 ISBN 978-4-86468-439-2
- 井上敏樹（原作）・雨宮慶太（キャラクターデザイン）・木根ヲサム（作画） 『ソードガイ ヱヴォルヴ』 ヒーローズ〈ヒーローズコミックス〉、全7巻
  1. 2016年5月2日発売 ISBN 978-4-86468-459-0
  2. 2016年11月5日発売 ISBN 978-4-86468-480-4
  3. 2017年6月5日発売 ISBN 978-4-86468-505-4
  4. 2018年3月5日発売 ISBN 978-4-86468-548-1
  5. 2018年8月4日発売 ISBN 978-4-86468-572-6
  6. 2018年12月29日発売 ISBN 978-4-86468-623-5
  7. 2019年8月5日発売 ISBN 978-4-86468-664-8

## Webアニメ
『ソードガイ The Animation』のタイトルで、2018年3月23日よりNetflixにて世界同時配信。
原作からは基本的な設定を踏襲しているが、オリジナルキャラクターも多く、ストーリー展開は大きく異なる。

### スタッフ
- 原作 - 雨宮慶太、井上敏樹、木根ヲサム（『月刊ヒーローズ』連載）[4]
- 原作漫画 - 木根ヲサム[4]
- 総監督 - 池添隆博[4]
- 監督 - 中智仁[4]
- シリーズ構成・脚本 - 井上敏樹[5]
- キャラクターデザイン - 中嶋敦子[4]
- クリーチャーデザイン原案 - 雨宮慶太
- 総作画監督・サブキャラクターデザイン - 佐藤秋子
- 総作画監督・プロップデザイン - 菊池陽介
- 総作画監督 - 坂本千代子
- 武装魔デザイン - 佐藤誉幸、松本秀幸、東剛士
- メカデザイン - 中原竜太
- 美術監督・美術設定 - 明石聖子[4]
- 色彩設計 - 佐々木雅人[4]
- 3DCGディレクター - 木村明彦、磯部兼士[4]
- 編集 - 村上義典
- 音響監督 - 亀山俊樹[4]
- 音楽制作 - DLE
- 音楽制作協力 - アンディサイデッド
- 音楽 - 中川幸太郎[4]
- アニメーション制作 - ランドック・スタジオ [4]
- アニメーションプロデュース - DLE、Production I.G[4]
- 製作 - ソードガイ製作委員会

### 主題歌
オープニングテーマ「サダメゴト」
作詞 - 渡部紫緒 / 作曲・編曲 - 中川幸太郎 / 歌 - 緒方凱（上村祐翔）

### 各話リスト
シーズン1
| 話数       | サブタイトル       | 脚本     | 絵コンテ           | 演出               | 作画監督                                                                     | 総作画監督 |
| ---------- | ------------------ | -------- | ------------------ | ------------------ | ---------------------------------------------------------------------------- | ---------- |
| Episode 1  | 魔剣・ソルトゲイン | 井上敏樹 | 熊膳貴志           | 中智仁、佐藤和磨   | 佐藤秋子、菊池陽介、手島典子                                                 | -          |
| Episode 2  | アゾット剣         | 井上敏樹 | 高本宣弘           | 矢野孝典           | 森悦史                                                                       |            |
| Episode 3  | 蜻蛉切り           | 井上敏樹 | 小高義規           | 小高義規           | 菊池陽介、三島千枝                                                           |            |
| Episode 4  | 武装魔             | 井上敏樹 | 西本由紀夫         | 玉田博             | つなきあき、松本純平                                                         |            |
| Episode 5  | 夏祭り             | 児玉和土 | 熊膳貴志           | 熊膳貴志           | 白井英介                                                                     | 佐藤秋子   |
| Episode 6  | いるべき世界       | 児玉和土 | 高本宣弘           | 牧野友映           | 手島典子、松本純平、中島渚                                                   | -          |
| Episode 7  |                    | 鐘弘亜樹 | 島津裕行           | 中智仁             | 國行由里江、中本尚、青木真理子、森悦史、菊池陽介、三島千枝、坂本千代子       |            |
| Episode 8  |                    | 井上敏樹 | 佐藤和麿           | 佐藤和麿           | つなきあき、上野卓志、重松しんいち、佐野陽子                                 | つなきあき |
| Episode 9  |                    | 鐘弘亜樹 | 大畑晃一           | 三上善子           | 菊池陽介、三島千枝                                                           |            |
| Episode 10 |                    | 井上敏樹 | 小川優樹           | のがみかずお       | 坂本千代子、手島典子、平野勇一、松本純平、松本弘、市橋雄一                   |            |
| Episode 11 |                    | 児玉和土 | 小高義規、斉藤啓也 | 小高義規、斉藤啓也 | 菊池陽介、中原竜太、村田睦明、中島渚、八木元喜、手島典子、松本純平、伊東英樹 |            |
| Episode 12 |                    | 児玉和土 | 島津裕行           | 玉田博             | 伊東英樹、三島千枝、平野勇一、朴二男 伊東英樹（アクション作画監督）          |            |

シーズン2
| 話数       | サブタイトル | 脚本     | 絵コンテ | 演出               | 作画監督                                                                                             | 総作画監督 |
| ---------- | ------------ | -------- | -------- | ------------------ | --- | ---------- |
| Episode 1  |              | 井上敏樹 | 高橋成世 | 白石道太           | 伊東英樹、大野勉、菊池陽介、手島典子、中原竜太、松本純平、横尾雄太                                   |            |
| Episode 2  |              | 井上敏樹 | 高本宣弘 | 所俊克             | Hwang Youngsik、Jecng Hyeonsoo、Kim Hyoungil                                                         |            |
| Episode 3  |              | 犬飼和彦 | 佐藤和麿 | 佐藤和麿           | 三嶋千枝、中本尚、飯飼一幸、吉岡勝、市橋雄一、横尾雄太、松本弘、沼田広、松本純平                     |            |
| Episode 4  |              | 鐘弘亜樹 | 大畑晃一 | 牧野友映           | 金銀善、黄一眞、朴愛利                                                                               |            |
| Episode 5  |              | 井上敏樹 | 高橋成世 | 栗原重紀           | 中村佑美子、栗原重紀、KIM YONGSIK                                                                    |            |
| Episode 6  |              | 犬飼和彦 | 島津裕行 | のがみかずお       | 菊池陽介、中原竜太、伊東英樹、松本純平、手島典子、滝口弘樹                                           |            |
| Episode 7  |              | 児玉和土 | 町谷俊輔 | 佐々木純人         | 谷口繁則、渡辺一平太、八木元喜、今泉竜太、冨田佳亨、佐藤弘明、前場健次、滝口弘喜、菊池陽介、中原竜太 |            |
| Episode 8  |              | 鐘弘亜樹 | 小高義規 | 小高義規、斉藤啓也 | 金銀善、權赫正、朴愛利                                                                               |            |
| Episode 9  |              | 井上敏樹 | 高橋成世 | 阿部雅司           | 山崎展義、志賀道憲                                                                                   |            |
| Episode 10 |              | 井上敏樹 | 高本宣弘 | 三上喜子           | 栗井重紀、桜井このみ、Jumondou Seoul                                                                 | 平野勇一   |
| Episode 11 |              | 井上敏樹 | 島津裕行 | 牧野友映           | 金銀善、權赫正、朴愛利                                                                               |            |
| Episode 12 |              | 井上敏樹 | 高橋成世 | 佐藤和麿           | 菊池陽介、滝口弘喜、中原竜太、伊東英樹、手島典子、松本純平                                           |            |